# 足の少陽胆経
足の少陽胆経（あしのしょうようたんけい、中国語 足少陽胆經 zu shaoyang danjīng、英:The Gallbladder Meridian of Foot-ShaoyangもしくはZushaoyang Danjingxue）は経絡の一つ。胆経に属する足を流れる陽経の経絡である。肝臓と胆嚢は共に中国の五行（木、火、土、金、水）でいうと木に属するため密接な関係を持つ。また、流注によると胆嚢はもとより、耳のまわりを取り囲んでいるため耳の痛みにこの胆経の経穴を使うこともある。胆経の募穴は日月穴。
国際表記はGBと表記する。

## 流注（経絡の流れの道筋）
外眼角（瞳子髎穴）に起こり、上って側頭部に抵り、耳の後に下り、頚を循ったのち、肩に上る。大椎穴で左右が交わり、肩を循ったのち缺盆穴に入る。その支なるものは耳後より耳中に入り、耳前に出て目じりに至る。
その支なるものは外眼角より別れて大迎穴に下り、頬に上り、手の少陽三焦経に合し、下って下顎角へ行き、ついで缺盆穴の先のものと合する。缺盆穴から胸中に下り、横隔膜を貫いて肝を絡い胆に属する。その直なるものは肩から側胸部、季肋部を循り、別支は胆に属したのち脇を循り、鼠径部の気衝穴に入り、ともに股関節のあたりに入り合する。
股関節のあたりから大腿および下腿の外側を下り、足の第4指の末端に終わる。その支なるものは足背から分かれて母指に行き、足の厥陰肝経に連なる。

## 足の少陽胆経に所属する経穴の一覧
以下に出てくる寸、分などの尺は骨度法、同身寸法参照。

### GB1.瞳子髎（どうしりょう）
取穴部位：外眼角の外5分
筋肉：眼輪筋
運動神経：顔面神経
知覚神経：上顎神経
血管：頬骨眼窩動脈

### GB2.聴会（ちょうえ）
取穴部位：耳珠の前下方で、口を開ければ陥凹のできるところ
知覚神経：耳介側頭神経
血管：浅側頭動脈

### GB3.上関（じょうかん）、客主人（きゃくしゅじん）
取穴部位：頬骨弓中央の上際
禁鍼穴
筋肉：側頭筋
運動神経：三叉神経
知覚神経：耳介側頭神経
血管：頬骨眼窩動脈

### GB4.頷厭（がんえん）
取穴部位：頭維穴と懸釐穴を結ぶ線上で、頭維穴の下1寸
筋肉：側頭頭頂筋、側頭筋
運動神経：顔面神経、三叉神経
知覚神経：耳介側頭神経
血管：浅側頭動脈前頭枝

### GB5.懸顱（けんろ）
兵法：霞（かすみ）
取穴部位：頭維穴と懸釐穴を結ぶ線上で、頭維穴の下2寸、コメカミのほぼ中央
筋肉：側頭頭頂筋、側頭筋
運動神経：顔面神経、三叉神経
知覚神経：耳介側頭神経
血管：浅側頭動脈前頭枝

### GB6.懸釐（けんり）
兵法：両毛（りょうもう）
取穴部位：頭維穴の下3寸で、側頭下髪際と前兌髪際との接点
筋肉：側頭頭頂筋、側頭筋
運動神経：顔面神経、三叉神経
知覚神経：耳介側頭神経
血管：浅側頭動脈前頭枝

### GB7.曲鬢（きょくびん）
取穴部位：角孫穴と和髎穴の中間
筋肉：側頭頭頂筋、側頭筋
運動神経：顔面神経、三叉神経
知覚神経：耳介側頭神経
血管：浅側頭動脈

### GB8.率谷（そっこく）
取穴部位：角孫穴の上1寸5分
筋肉：側頭頭頂筋、側頭筋
運動神経：顔面神経、三叉神経
知覚神経：耳介側頭神経、小後頭神経
血管：浅側頭動脈の枝

### GB9.天衝（てんしょう）
取穴部位：耳後髪際の上2寸の部から前3分
筋肉：上耳介筋、側頭筋
運動神経：顔面神経、三叉神経
知覚神経：小後頭神経
血管：浅側頭動脈

### GB10.浮白（ふはく）
取穴部位：耳後髪際の上1寸
筋肉：側頭筋
運動神経：三叉神経
知覚神経：小後頭神経
血管：後耳介動脈

### GB11.頭竅陰（あたまきょういん）
取穴部位：浮白穴と完骨穴のほぼ中央で、乳様突起基底部の後、陥凹部
筋肉：後頭筋
運動神経：顔面神経
知覚神経：小後頭神経
血管：後耳介動脈

### GB12.完骨（かんこつ）
取穴部位：乳様突起中央の後方で、髪際を4分入ったところの陥凹部
筋肉：胸鎖乳突筋、頭板状筋
運動神経：副神経、頚神経叢筋枝、脊髄神経後枝
知覚神経：小後頭神経
血管：後頭動脈

### GB13.本神（ほんじん）
取穴部位：神庭穴と頭維穴を結ぶ線上で、頭維穴の内方1寸5分、神庭穴の外方3寸
筋肉：前頭筋
運動神経：顔面神経
知覚神経：眼窩上神経
血管：眼窩上動脈

### GB14.陽白（ようはく）
取穴部位：眉弓中央の上1寸
筋肉：前頭筋
運動神経：顔面神経
知覚神経：眼窩上神経
血管：眼窩上動脈

### GB15.頭臨泣（あたまりんきゅう）
取穴部位：瞳孔の直上で、神庭穴と頭維穴を結ぶ線上との交点、神庭穴の外方2寸2分5厘
禁灸穴
筋肉：前頭筋
運動神経：顔面神経
知覚神経：眼窩上神経
血管：眼窩上動脈

### GB16.目窓（もくそう）
取穴部位：頭臨泣穴の後1寸
筋肉：帽状腱膜
知覚神経：眼窩上神経
血管：眼窩上動脈

### GB17.正営（しょうえい）
取穴部位：頭臨泣穴の後2寸、目窓穴の後1寸
筋肉：帽状腱膜
知覚神経：眼窩上神経
血管：眼窩上動脈、後頭動脈

### GB18.承霊（しょうれい）
取穴部位：頭臨泣穴の後3寸5分、正営穴の後1寸5分
禁鍼穴
筋肉：帽状腱膜
知覚神経：大後頭神経
血管：後頭動脈

### GB19.脳空（のうくう）
取穴部位：頭臨泣穴の後5寸、承霊穴の後1寸5分で、脳戸穴の外方2寸
筋肉：後頭筋
運動神経：顔面神経
知覚神経：大後頭神経
血管：後頭動脈

### GB20.風池（ふうち）
取穴部位：乳様突起下端と瘂門穴との中間で、後髪際陥凹部
筋肉：頭板状筋、頭半棘筋
運動神経：脊髄神経後枝
知覚神経：頚神経後枝
血管：後頭動脈

### GB21.肩井（けんせい）
兵法：肩先（けんせん）
取穴部位：肩髃穴と大椎穴を結ぶ線のほぼ中間で、乳頭線上
禁鍼穴
筋肉：僧帽筋
運動神経：副神経、頚神経叢後枝
知覚神経：鎖骨上神経
血管：頚横動脈

### GB22.淵腋（えんえき）
取穴部位：腋窩中央の下方3寸で、中腋窩線上の肋間、正中線より外方8寸
禁灸穴
筋肉：前鋸筋
運動神経：長胸神経
知覚神経：肋間神経外側皮枝
血管：外側胸動脈、胸背動脈

### GB23.輒筋（ちょうきん）
兵法：脇下（きょうか）
取穴部位：淵腋穴より乳頭に向かい1寸、正中線より外方7寸
筋肉：前鋸筋
運動神経：長胸神経
知覚神経：肋間神経外側皮枝
血管：外側胸動脈、胸背動脈

### GB24.日月（じつげつ）
取穴部位：期門穴の直下5分
要穴：胆経の募穴
筋肉：外腹斜筋、内腹斜筋
運動神経：肋間神経
知覚神経：肋間神経前皮枝、肋間神経外側皮枝
血管：肋間動脈

### GB25.京門（けいもん）
兵法：脇陰（きょういん）
取穴部位：第12肋骨前端下際
要穴：腎経の募穴
筋肉：外腹斜筋、内腹斜筋
運動神経：肋間神経、腸骨下腹神経、腸骨鼠径神経
知覚神経：肋間神経外側皮枝
血管：肋間動脈

### GB26.帯脈（たいみゃく）
兵法：後月影（うしろげつえい）
取穴部位：章門穴の下1寸8分で、臍と同じ高さの水平線上
筋肉：外腹斜筋、内腹斜筋
運動神経：肋間神経、腸骨下腹神経
知覚神経：肋間神経外側皮枝
血管：肋間動脈

### GB27.五枢（ごすう）
取穴部位：帯脈穴の内下方3寸、上前腸骨棘の内側
筋肉：外腹斜筋、内腹斜筋
運動神経：肋間神経、腸骨下腹神経
知覚神経：腸骨下腹神経
血管：浅腸骨回旋動脈

### GB28.維道（いどう）
取穴部位：五枢穴の内下方5分
筋肉：外腹斜筋、内腹斜筋
運動神経：肋間神経、腸骨下腹神経
知覚神経：腸骨下腹神経
血管：浅腸骨回旋動脈

### GB29.居髎（きょりょう）
取穴部位：維道穴から環跳穴に向かい下3寸、上前腸骨棘と大転子の中間
筋肉：中殿筋、大腿筋膜張筋
運動神経：上殿神経
知覚神経：外側大腿皮神経、腸骨下腹神経外側皮枝
血管：外側大腿回旋動脈

### GB30.環跳（かんちょう）
取穴部位：側臥して股関節を深く屈し、股関節横紋の外端、大転子の前上方陥凹部
筋肉：中殿筋、大腿筋膜張筋
運動神経：上殿神経
知覚神経：上殿皮神経
血管：上殿動脈

### GB31.風市（ふうし）
取穴部位：大腿骨外側上顆の上7寸、腸脛靭帯と大腿二頭筋の間、大腿外側、膝の上7寸、両筋の間、直立して手掌を大腿外側に当て中指尖端の下際
筋肉：外側広筋、大腿二頭筋、腸脛靭帯
運動神経：大腿神経、坐骨神経
知覚神経：外側大腿皮神経
血管：外側大腿回旋動脈下行枝

### GB32.中瀆（ちゅうとく）
兵法：潜竜（せんりゅう）
取穴部位：大腿骨外側上顆の上5寸で、腸脛靭帯と大腿二頭筋の間
筋肉：腸脛靭帯、大腿二頭筋腱
運動神経：坐骨神経
知覚神経：外側大腿皮神経
血管：外側大腿回旋動脈

### GB33.膝陽関（ひざようかん）、足陽関（あしようかん）、寒府（かんぷ）
取穴部位：陽陵泉穴の上3寸で、大腿骨外側上顆の上際で、腸脛靭帯と大腿二頭筋腱の間
禁灸穴
筋肉：腸脛靭帯、大腿二頭筋腱
運動神経：坐骨神経
知覚神経：外側大腿皮神経
血管：外側上膝動脈

### GB34.陽陵泉（ようりょうせん）
取穴部位：膝をたてて腓骨頭の前下際
要穴：合土穴、筋会、足の少陽胆経の下合穴
筋肉：長腓骨筋
運動神経：浅腓骨神経
知覚神経：外側腓腹皮神経
血管：外側下膝動脈、後脛骨動脈の腓骨回旋枝

### GB35.陽交（ようこう）
取穴部位：外果から陽陵泉穴に向かい上7寸
筋肉：長腓骨筋
運動神経：浅腓骨神経
知覚神経：外側腓腹皮神経
血管：前脛骨動脈

### GB36.外丘（がいきゅう）
取穴部位：外果の上7寸、陽交穴の後方で長腓骨筋とヒラメ筋の間
要穴：郄穴
筋肉：長腓骨筋、ヒラメ筋
運動神経：浅腓骨神経、脛骨神経
知覚神経：外側腓腹皮神経
血管：前脛骨動脈

### GB37.光明（こうめい）
取穴部位：外果から陽陵泉穴に向かい上5寸
要穴：絡穴
筋肉：長腓骨筋
運動神経：浅腓骨神経
知覚神経：外側腓腹皮神経
血管：前脛骨動脈

### GB38.陽輔（ようほ）
取穴部位：外果の上4寸の部より前3分
要穴：経火穴
筋肉：短腓骨筋
運動神経：浅腓骨神経
知覚神経：外側腓腹皮神経、浅腓骨神経
血管：前脛骨動脈

### GB39.懸鐘（けんしょう）、絶骨（ぜっこつ）
取穴部位：外果から陽陵泉穴に向かい上3寸
要穴：髄会
筋肉：短腓骨筋
運動神経：浅腓骨神経
知覚神経：外側腓腹皮神経、浅腓骨神経
血管：前脛骨動脈

### GB40.丘墟（きゅうきょ）
取穴部位：外果の前下方、足部を外転背屈し、最も陥凹するところ
要穴：原穴
筋肉：下伸筋支帯
知覚神経：浅腓骨神経
血管：前外果動脈、外側足根動脈

### GB41.足臨泣（あしりんきゅう）
兵法：草隠（くさがくれ）
取穴部位：第4・第5中足骨底間の陥凹部
要穴：兪木穴
筋肉：第4背側骨間筋
運動神経：外側足底神経
知覚神経：浅腓骨神経
血管：第4背側中足動脈

### GB42.地五会（ちごえ）
取穴部位：第4中足指節関節の後、外側陥凹部
筋肉：第4背側骨間筋
運動神経：外側足底神経
知覚神経：浅腓骨神経
血管：第4背側中足動脈

### GB43.俠渓（旧∶俠谿）（きょうけい）
取穴部位：第4中足指節関節の前、外側陥凹部
要穴：滎水穴
筋肉：第4背側骨間筋
運動神経：外側足底神経
知覚神経：浅腓骨神経
血管：第4背側中足動脈

### GB44.足竅陰（あしきょういん）
取穴部位：足の第4指外側爪甲根部、爪甲の角を去ること1分
要穴：井金穴
知覚神経：浅腓骨神経
血管：第4背側中足動脈の枝

## 音声用胆経経穴名一覧
ドーシリョー　　チョーエ　　ジョーカン　　ガンエン　　ケンロ　　ケンリ　　キョクビン　　ソッコク　　テンショー　　フハク　　アタマキョーイン　　カンコツ　　ホンジン　　ヨーハク　　アタマリンキュー　　モクソー　　ショーエイ　　ショーレイ　　ノークー　　フーチ　　ケンセイ　　エンエキ　　チョーキン　　ジツゲツ　　ケイモン　　タイミャク　　ゴスー　　イドー　　キョリョー　　カンチョー　　フーシ　チュートク　　ヒザヨーカン　　ヨーリョーセン　　ヨーコー　　ガイキュー　　コーメイ　　ヨーホ　　ケンショー　　キューキョ　　アシリンキュー　　チゴエ　　キョーケイ　　アシキョーイン

## 足少陽胆経病
主に口苦、溜息をつく、片頭痛、胸・脇・肋・髀・膝外側・脛骨外側痛、足の第四趾の麻痺などが起こるとされている。